# Programa Europeu d'Espècies en Perill
El Programa Europeu d'Espècies en Perill o EEP és un programa de maneig de poblacions en captivitat per a espècies d'animals dels zoològics que pertanyen a l'Associació Europea de Zoos i Aquaris (EAZA).
El EEP és el programa europeu més intensiu de maneig d'una espècie mantinguda en parcs zoològics. Es recull informació de l'estat de tots els animals d'una espècie mantinguts en tots els parcs zoològics i aquaris que participen en el programa, s'elabora el seu llibre genealògic, i es realitzen anàlisis demogràfics i genètics i un pla per a la futura gestió de l'espècie (recomanacions de cria, trasllats d'individus, etc).
Cadascun dels EEP té un coordinador (persona amb especial interès i coneixements de les espècies afectades i que treballa en un dels zoos o aquaris de la EAZA) assessorat per un comitè d'experts (Species Committee).
Al EEP es duu a terme una rigorosa gestió genètica a través del coneixement de les línies sanguínies, cosa que permet establir recomanacions sobre l'intercanvi d'animals entre les institucions participants per maximitzar el seu potencial. A més, es procura potenciar al màxim el repertori de comportaments naturals dels animals davant d'una eventual reintroducció en el medi natural, ja que bona part d'ells tenen una transmissió no heretada dels gens.
El coordinador ha d'ocupar-se de la recollida d'informació sobre l'estat de tots els animals d'aquella espècie allotjats en zoos de la EAZA, elaborant un registre de la seva genealogia, desenvolupant estudis demogràfics i anàlisis genètics, i creant un pla per al futur maneig de l'espècie.
Juntament amb el comitè d'experts, dona les recomanacions sobre quins individus han de creuar-se cada any, i quals no, quins animals han de ser traslladats d'un zoo a un altre, etc.
A nivell europeu existeixen dos nivells de programa de conservació ex-situ dirigits i coordinats per l'Associació Europea de Zoos i Aquaris:
- EEP (European Endangered Species Program): Programa Europeu d'Espècies en Perill
- ESB (European StudBook): Llibre de cria europeu